# Grenzerlös
Der Grenzerlös (oder Grenzumsatz; englisch marginal revenue) ist in der Betriebswirtschaftslehre und Mikroökonomie der Zuwachs der Umsatzerlöse, der sich aus dem Vertrieb einer zusätzlichen Mengeneinheit ergibt. 
Die Wirtschaftswissenschaften kennen viele Komposita wie Grenzertrag, Grenzkosten, Grenznutzen, Grenzpreis oder Grenzprodukt, denen gemeinsam ist, dass es um den Zuwachs geht, der durch den Einsatz einer weiteren Einheit einer ökonomischen Größe erzielt oder aufgewendet wird. Das ist auch beim Grenzerlös der Fall, einem auf den zusätzlichen Verkauf von Produkten oder Dienstleistungen zurückzuführenden Erlöszuwachs.   
Die Entwicklung des Grenzerlöses hängt entscheidend von der Preispolitik und der Nachfragefunktion ab, wobei auch die Preiselastizität zu berücksichtigen ist.

## Ermittlung
Mathematisch ergibt sich der Grenzerlös als erste Ableitung der Erlösfunktion nach der Anzahl verkaufter Mengeneinheiten (was der Steigung dieser Erlösfunktion entspricht). Die Grenzerlöskurve verläuft unterhalb der Preisabsatzkurve. Die funktionale Abhängigkeit zwischen Absatzmenge und Grenzerlös wird in der Grenzerlösfunktion dargestellt.

## Gewinnmaximierung
Verfolgt ein Unternehmen das Unternehmensziel der Gewinnmaximierung, ergibt sich der Gewinn {\displaystyle G} aus der Differenz von Gesamterlösen {\displaystyle R} und Gesamtkosten {\displaystyle K}:
{\displaystyle G=R-K}.
„Zur Gewinnmaximierung wählt ein Unternehmen den Output, bei dem die Differenz zwischen dem Erlös und den Kosten am größten ist.“ Um dieses Ziel zu erreichen, muss das Unternehmen seine Marktform kennen.

### Gewinnmaximierung im Polypol

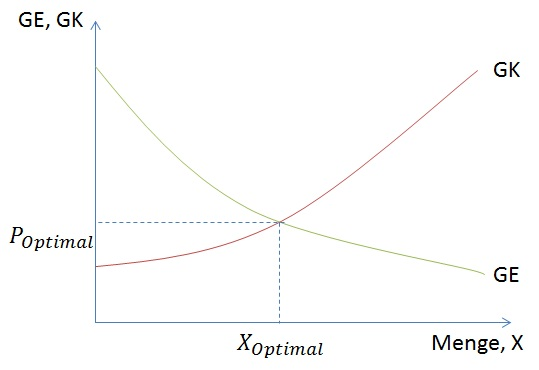
Grenzkostenkurve und Grenzerlöskurve mit Schnittpunkt

Bei der Marktform eines Polypols herrscht vollkommene Konkurrenz zwischen den Anbietern. Alle Wettbewerber sind der Nachfrage anderer Wirtschaftssektoren und auch des eigenen Sektors gleichermaßen ausgesetzt, und somit gilt der Preis für ein Produkt als gegeben. Der erzielbare Erlös aus einer zusätzlichen verkauften Leistungseinheit (Grenzerlös {\displaystyle R'={\frac {\partial R}{\partial X}}=(PX)'=P+X\underbrace {P'} _{0}=P}) entspricht dem (gegebenen) Preis {\displaystyle P}, den ein nachfragendes Wirtschaftssubjekt für das Produkt zu zahlen hat. Es gilt für alle Wettbewerbsunternehmen die kurzfristige Gewinnmaximierungsbedingung:
{\displaystyle G'=0\implies K'=R'=P}.
Dabei sind die Grenzkosten {\displaystyle K'} mit dem Grenzerlös und dem erzielten Preis identisch. Da der Preis als Reaktionsparameter als unbeeinflussbar angesehen wird, kann ein Polypolist die Gewinnmaximierung nur über die Absatzmenge steuern und nicht über den Preis – er zeigt das Marktverhalten eines Mengenanpassers.

### Gewinnmaximierung im Monopol
Anders als der Polypolist kann der Monopolist aufgrund seiner starken Marktmacht als einziger Käufer/Verkäufer seinen Gewinn – der bei ihm einen Aktionsparameter darstellt – auch über den Preis bestimmen. Er bestimmt den Schnittpunkt zwischen der Grenzerlöskurve und der Grenzkostenkurve und erhält dabei eine gewinnmaximierende Absatzmenge im Cournotschen Punkt. Anhand der Nachfragefunktion kann der Monopolist den dazugehörigen Preis festlegen. Produziert der Monopolist unter der errechneten gewinnmaximierenden Menge, so hat er zwar weniger Kosten, aber die entgehenden Erlöse aus den zusätzlichen Verkäufen sind größer als die eingesparten Kosten und führen somit zur Gewinnminderung. Bei einem Monopolisten liegt der Grenzerlös stets unter dem Preis, weil er als Mehrproduktunternehmen den Preis aller Produkte (und nicht nur der zusätzlichen) senken muss, um eine zusätzliche Einheit zu verkaufen.
Stellt der Monopolist mehr als die gewinnmaximierende Produktionsmenge her, so erzielt er einerseits höhere Erlöse, andererseits übersteigen die Kosten für die zusätzliche Produktion über der Gleichgewichtsmenge die Erlöse und führen ebenfalls zur Gewinnschrumpfung.
Es gilt die Gewinnmaximierungsbedingung:
{\displaystyle K'=R'}.
Bei einem normalen Monopol gibt es einen Bereich, in dem die Grenzkosten den fallenden Grenzerlös schneiden. Die Umsatzkurve ist bei linearer Nachfragekurve {\displaystyle P-Q} durch die doppelte Fallrate, aber den gleichen Ausgangspunkt wie bei der Nachfragekurve gekennzeichnet. In diesem Schnittpunkt (Cournotscher Punkt) liegt für den Monopolisten die Kombination von angebotener Menge und erzieltem Preis, die den Gesamterlös maximiert. Dieser Preis wird unter sonst gleichen Bedingungen höher sein als beim Mengenanpasser, und die angebotene Menge geringer als bei der vollkommenen Konkurrenz.
Bei einem natürlichen Monopol nehmen die Durchschnittskosten mit der Menge immer weiter ab. Es gibt dann keinen Schnittpunkt zwischen Grenzkosten und Durchschnittskosten, da die Grenzkosten immer unterhalb der Durchschnittskosten liegen. Darum kann ein solcher natürlicher Monopolist seine Kosten nicht mit den Grenzkosten decken, sondern muss mindestens zu Durchschnittskosten anbieten. Erst wenn die Grenzkosten über den Durchschnittskosten liegen, kann der Preis gleich den Grenzkosten gesetzt werden, bei Deckung aller Gesamtkosten.
Wenn die Grenzkosten über den Durchschnittskosten ohne Fixkosten liegen, ist das Betriebsminimum erreicht. Der Betrieb sollte hierbei den nächstfolgenden Auftrag annehmen. Wenn er jedoch unter diese Grenze kommt, lohnt es sich nicht weiter zu produzieren, da nicht einmal die variablen Kosten gedeckt werden können. Besser ist es jedoch, wenn die Grenzkosten über den Durchschnittskosten einschließlich Fixkosten liegen. Das Unternehmen bewegt sich bei dieser Produktionsmenge über dem Betriebsoptimum.

### Marktmodelle
In einfachen Marktmodellen gilt sowohl für Polypole als auch Monopole die Regel, dass sich ein Marktgleichgewicht dort einstellt, wo {\displaystyle R'=K'} gilt. Somit ist der Grenzerlös wichtiger Bestandteil der Preisbildung. Diesen Zusammenhang bezeichnete der deutsche Ökonom Johann Heinrich von Thünen als Marginalprinzip, womit ihm die erste Lösung des klassischen Wertparadoxons gelang. Weitere verwandte Konzepte im Rahmen der Grenznutzenschule sind z. B. Grenzgewinn oder Grenzproduktivität.

## Grenzerlösfunktion
Die Grenzerlösfunktion ist in der Betriebswirtschaftslehre die mathematisch formulierte Beziehung zwischen der Absatzmenge und ihrer zugehörigen, unendlich kleinen (infinitesimalen) Veränderung des Umsatzerlöses. Wird der Preis {\displaystyle p} auf {\displaystyle p_{1}} gesenkt, steigt die bisherige Absatzmenge {\displaystyle x} auf {\displaystyle x_{1}}, also um {\displaystyle \Delta x}. 
Beispiel
Gegeben seien folgende Informationen: 
- Preisfunktion {\displaystyle p(x)=11-x},
- Erlösfunktion {\displaystyle E(x)=p(x)\cdot x=11x-x^{2}},
- Grenzerlösfunktion {\displaystyle E'(x)=11-2x}

| Abgesetzte Menge | Preis (in GE) | Gesamterlös | Grenzerlös |
| 0                | 11            | 0           | 11         |
| 1                | 10            | 10          | 9          |
| 2                | 9             | 18          | 7          |
| 3                | 8             | 24          | 5          |
| 4                | 7             | 28          | 3          |
| 5                | 6             | 30          | 1          |
| 6                | 5             | 30          | −1         |

Dass der Grenzerlös nicht der Steigerung der Gesamterlöse entspricht, liegt an der Stetigkeit der Funktion, die der Berechnung zu Grunde liegt. So liegt der Grenzerlös bei einer Absatzmenge von 2 bei 7 Geldeinheiten. Um die Steigerung der Gesamterlöse zu ermitteln, muss der durchschnittliche Grenzerlös zwischen der Absatzmenge und der vorherigen Absatzmenge gewählt werden: So ermittelt sich die Steigerung des Gesamterlöses bei einem Absatz von 2 durch den Durchschnitt aus dem Grenzerlös bei der Menge 2 (7 GE) und 1 (9 GE). Die Steigerung beträgt also (9 GE + 7 GE): 2 = 8 GE. Mathematisch lässt sich das berechnen, indem der Mittelwert (im genannten Beispiel 1,5) zwischen den beiden Mengen in die Formel eingesetzt wird: 
{\displaystyle 11-2\cdot 1{,}5=8} (funktioniert bei linearen Funktionen).
Wenn bei einem Gesamtabsatz von 2 Stück am Markt der Stückpreis in Höhe von 9 GE vorgegeben ist, dann wird mit Verkauf einer zusätzlichen Einheit der Stückpreis als Grenzerlös (also auch 9 GE) realisiert, weil dieser zusätzliche Absatz nicht vorhersehbar war. Denn würde der Markt mit einem Absatz von 3 Stück rechnen, ergäbe sich daraus auch ein Stückpreis von 8 GE.